# Rajský syndrom
Rajský syndrom (v anglickém originále The Paradise Syndrome) je třetí díl třetí řady seriálu Star Trek. Premiéra epizody v USA proběhla 4. října 1968, v České republice 18. dubna 2003.

## Příběh
Hvězdného data 4842.6 se loď USS Enterprise NCC-1701 pod vedením kapitána Jamese Tiberius Kirka nachází na orbitě planety velmi podobné Zemi. Loď jde zde pro odklonění blížícího se asteroidu, který má planetu zasáhnout přibližně za dva měsíce. Kapitán Kirk, první důstojník Spock a doktor McCoy jsou na povrchu na obhlídce. Povrch je až překvapivě podobný Zemi se stejnou florou i faunou. Výsadek objevuje zvláštní monolit s neznámými znaky. Poblíž se vyskytuje také vesnice obývaná lidmi velmi podobnými severoamerickým indiánům, avšak jde o vyspělejší směsici Mohykánů, Navajů a Delawarů.
Před návratem na loď a odletu vstříc blížícímu se asteroidu se Kirk omylem propadne do útrob monolitu tajným vchodem a ztrácí paměť. Spock a McCoy po něm usilovně pátrají, ale první důstojník pak přesvědčuje lodního lékaře, že musí odletět a zničit asteroid, který jinak mine nulový bod a zničení planety již nepůjde zabránit. Společně se transportují na Enterprise a odlétají k asteroidu maximálním warpem. Warp 9 však loď značně vysiluje, přesto Spock trvá na nejvyšší možné rychlosti, aby dohnal ztrátu z pátrání po kapitánovi. Kirk se mezitím probouzí uvnitř monolitu. Když vyjde ven, setká se s dvojicí dívek z indiánské vesnice, které jej považují za boha a odvádí jej do vigvamu k radě starších. Zde se Kirk dozvídá, že staré legendy místních indiánů mluví o trojím zatemnění oblohy a o příchozím bohu, který následnou zkázu odvrátí. U rady starších je i kmenový šaman, který je značně skeptický k prohlášení, že Kirk je bohem. Vše naruší jiný indián, který přinese malého chlapce, co spadl do vody a topil se. Šaman jej prohlásí za mrtvého, ale Kirk jej pomocí umělého dýchání přivede k životu. Salish musí předat svou čelenku, označující šamana Kirkovi. Kapitán hvězdné lodi tak díky své amnézii přijímá představu, že je bohem a určen pro život v indiánském táboře.
Mezitím se Spock snaží zničit asteroid, který je ovšem odolnější, než bylo předpokládáno. Při opakovaných střelbách z phaserů na maximální výkon se poškodí warp jádro. Asteroid je stále v celku a loď není schopna letět rychleji než impulzním pohonem. Spock nakonec dává rozkaz k návratu na planetu. Když McCoy znamená, že to může trvat měsíce, doplní jej že 59,233 dní přesně a asteroid bude při příletu na orbitu planety jenom necelé čtyři hodiny za Enterprise. McCoy nařizuje Spockovi odpočinek, protože jeví známky vyčerpání a sebeobviňování. Spock ale neustále zkoumá na monitoru záznam monolitu. Kirk se zatím plně sžil s domorodci a zamiloval se do Miramanee dívky, která jej našla u monolitu. Pomáhá zlepšit život ve vesnici, plánuje zavlažování polí a jednoho dne mu družka sdělí, že čeká jeho dítě. Jednou je Kirk napaden Salishem, který nemůže snést, že Miamanee nebude jeho. Zraní Kirka na ruce a když vidí jeho krev je si už úplně jistý, že nejde o boha. Kirk Salishe přemůže, ale odmítá jej zabít i když bývalý šaman vyhrožuje, že nikdy nepřestane usilovat o jeho život. Jednoho večera začne bouře a indiáni po Kirkovi chtějí, aby s pomocí monolitu odvrátil pohromu. Když ten toho není schopen, kmen jej začne kamenovat. Miramanee se je zastane, ale utrží několik zásahů kameny. V tom se na povrch transportují Spock a McCoy, zaplaší indiány a přivolávají sestru Chapelovou, aby pomohla. Kirk je otřesen z útoku a tak Spock používá vulkánské splynutí myslí, aby v kapitánovi opět probudil jeho pravou identitu. Kirk si na vše vzpomíná a ptá se první McCoye, jak je na tom jeho družka. Doktor konstatuje vážná zranění, ale zároveň se ozývá člen posádky, že do nárazu asteroidu zbývá asi šest minut. Kirk se Spockem se proto musí vydat do monolitu, který se otevírá hudebním klíčem, jak Spock stihl během cesty rozluštit. Uvnitř aktivují neznámé zařízení a monolit vyšle paprsek, který odkloní blížící se asteroid.
Později Kirk přichází do stanu, kde McCoy ošetřuje Miramanee. McCoy ovšem konstatuje, že má vážná vnitřní zranění a nepřežije. Kapitán se tak stihne pouze rozloučit se svou láskou, která na něj nezanevřela ani jako poslední z kmene.